# Oreomystis
Oreomystis é um género de fringilídeos da família Fringillidae a única espécie do gênero é Oreomystis bairdi.